# Club Baloncesto Sevilla 1993-1994
Questa voce raccoglie le informazioni riguardanti il Club Baloncesto Sevilla nelle competizioni ufficiali della stagione 1993-1994.

## Stagione
La stagione 1993-1994 del Club Baloncesto Sevilla è la 5ª nel massimo campionato spagnolo di pallacanestro, la Liga ACB.
Il Club Baloncesto Sevilla ha partecipato alla Liga ACB 1993-1994 arrivando al 10º posto nella classifica finale. Nei play-off vinse il primo turno con il Saski Baskonia (2-1), perdendo poi nei quarti di finale con il Barcellona (2-0).

## Roster
Aggiornato al 30 luglio 2021.
| Caja San Fernando 1993-94 | Caja San Fernando 1993-94 |
| Giocatori                 | Staff tecnico             |
| ------------------------- | ------------------------- |

| N. | Naz.                                       | Ruolo | Nome                 | Anno | Alt.   | Peso   |  |
| -- | ------------------------------------------ | ----- | -------------------- | ---- | ------ | ------ |  |
| 4  | Spagna (bandiera)                          | G     | Carlos Montes        | 1965 | 194 cm |        |  |
| 5  | Spagna (bandiera)                          | P     | Nacho Azofra         | 1969 | 185 cm | 80 kg  |  |
| 6  | Spagna (bandiera)                          | C     | Javier González      | 1968 | 205 cm |        |  |
| 7  | Stati Uniti (bandiera)                     | AG    | Brian Jackson        | 1959 | 203 cm | 95 kg  |  |
| 8  | Stati Uniti (bandiera)                     | AG    | Darryl Middleton     | 1966 | 202 cm | 104 kg |  |
| 9  | Spagna (bandiera)                          | A     | Raúl Pérez           | 1968 | 198 cm |        |  |
| 10 | Spagna (bandiera)                          | AC    | Jesús Llano          | 1961 | 199 cm |        |  |
| 11 | Spagna (bandiera)                          | P     | Chinche Lafuente (C) | 1961 | 186 cm |        |  |
| 12 | Spagna (bandiera)                          | GA    | Benito Doblado       | 1971 | 195 cm |        |  |
| 13 | Stati Uniti (bandiera) · Spagna (bandiera) | C     | Steve Trumbo         | 1960 | 206 cm |        |  |
| 14 | Uruguay (bandiera) · Spagna (bandiera)     | AG    | Enrique Jorge López  | 1970 | 205 cm |        |  |
| 15 | Stati Uniti (bandiera)                     | C     | Darrell Lockhart     | 1960 | 207 cm | 111 kg |  |

| Allenatore                                                                                  |
| - José Pesquera                                                                             |
| Assistente/i                                                                                |
| - José Manuel Carrión - Antonio Jarana Legenda - (C) Capitano - (IN) Inattivo - Infortunato |

## Mercato

### Sessione estiva
| Acquisti | Acquisti        | Acquisti    | Acquisti   | Acquisti |
| R.a      | Nome            | da          | Modalità   |          |
| -------- | --------------- | ----------- | ---------- | -------- |
| C        | Javier González | OAR Ferrol  | definitivo |          |
| P        | Nacho Azofra    | Estudiantes | definitivo |          |

| Cessioni | Cessioni         | Cessioni        | Cessioni       | Cessioni |
| R.       | Nome             | a               | Modalità       |          |
| -------- | ---------------- | --------------- | -------------- | -------- |
| C        | Miguel Angel Pou | Juventud Alcalá | fine contratto |          |
| P        | Toñín Llorente   | Andorra         | fine contratto |          |